# Цирк вампиров
«Цирк вампи́ров» — фильм ужасов о вампирах режиссёра Роберта Янга, снятый в 1972 году на студии «Hammer».

## Сюжет
Город Штетель. В замке графа Миттерхауса происходят страшные вещи — аристократ пьёт кровь детей, которых приводит туда его любовница — жена профессора Мюллера Анна. Жители города убивают монстра, однако перед смертью вампир проклинает горожан. Проходит 15 лет. Обитатели Штетеля страдают странной болезни и постепенно умирают, из-за этого город находится в изоляции от других поселений. Неожиданно сюда приезжает странный Цирк Ночи.
Сперва представления развлекают жителей, однако постепенно в городе начинают происходить зловещие события. Оказывается, что руководит этим шоу кузен Миттерхауса Эмиль, а среди артистов есть несколько вампиров способных к оборотничеству. Их задача убить на могиле Миттерхауса детей тех, кто убили графа. Так сперва погибают дети Хаузера, затем дочь бургомистра. Теперь остаётся последняя жертва — дочь профессора и Анны Дора. Выясняется, что бывшая жена профессора не умерла в роковую ночь, а нашла Эмиля и привела его сюда. Теперь она готова пожертвовать своей дочерью ради возвращения к жизни своего любовника.
Жители города наконец понимают, что происходит, и ополчаются против созданий тьмы и их прислужников. Они сжигают цирк и убивают нескольких артистов, после чего вскрывают склеп графа, где Эмиль и Анна готовятся убить Дору. Горожане уничтожают Эмиля, однако в этот момент восстаёт из мёртвых сам Миттерхаус. Влюблённому в Дору юноше Антону предстоит финальная битва с нежитью…

## В ролях
1. Эдриенн Корри — цыганка
2. Торли Уолтерс — бургомистр
3. Энтони Хиггинс — Эмиль
4. Джон Маулдер Браун — Антон Керш
5. Лоуренс Пэйн — профессор Альберт Мюллер
6. Ричард Оуенс — доктор Керш
7. Линн Фредерик — Дора Мюллер
8. Элизабет Сил — Герта Хаузер
9. Робин Хантер — Хаузер
10. Домини Блайт — Анна Мюллер
11. Роберт Тэйман — граф Миттерхаус
12. Джон Баун — Шильт
13. Мэри Вимбуш — Эльвира
14. Кристин Пол-Подласки — Роза
15. Робин Сачз — Хайнрих
16. Лалла Уорд — Хельга
17. Скип Мартин — Майкл
18. Дэвид Праус — силач
19. Родерик Шоу — Джон Хаузер
20. Барнеби Шоу — Густав Хаузер